# Isaak Pomerančuk
Isaak Jakovlevič Pomerančuk (in russo Исаа́к Я́ковлевич Померанчу́к?; Varsavia, 20 maggio 1913 – Mosca, 14 dicembre 1966) è stato un fisico sovietico.
Nel 1945 fondò, assieme a Lev Landau, il dipartimento teorico dell'Istituto di fisica teorica e sperimentale  di Mosca, del quale fu il primo direttore. Nel 1950 propose un nuovo metodo di raffreddamento basato sulle proprietà uniche dell'elio-3 a bassissime temperature, noto in occidente come "Pomeranchuk Cooling". 
I suoi studi di fisica nucleare sono stati fondamentali per lo sviluppo dei reattori nucleari in Unione Sovietica. Per i suoi contributi allo sviluppo della fisica in Unione Sovietica gli sono state assegnate molte onorificenze, tra cui l'Ordine di Lenin e due volte il Premio Stalin (1950 e 1952) 
Fu eletto membro corrispondente dell'Accademia russa delle scienze nel 1953, e membro a pieno titolo nel 1964.
La particella elementare pomerone è stata nominata in suo onore.
Nel 1998 l'Istituto di fisica teorica e sperimentale di Mosca ha istituito in suo onore il premio Pomerančuk, assegnato ogni anno a scienziati che si sono distinti per notevoli contributi alla fisica teorica.    